# 黒川純一良
黒川 純一良（くろかわ じゅんいちろう、1961年4月14日 - ）は、日本の国土交通技官。国土交通省近畿地方整備局長を経て、国土地理院長。

## 人物・経歴
兵庫県多紀郡丹南町古市（現在の丹波篠山市古市）生まれ、西宮市出身。
兵庫県立西宮高等学校を経て、1984年大阪大学工学部土木工学科卒業、1986年大阪大学大学院工学研究科土木工学専攻修了、1986年建設省入省。外務省在サウジアラビア日本国大使館二等書記官等を経て、1995年建設省河川局河川環境課課長補佐。1997年建設省都市局下水道部公共下水道課課長補佐。1999年山梨県土木部下水道課技術指導監。2000年四国地方建設局大洲工事事務所長。2001年四国地方整備局大洲工事事務所長。
2003年四国地方整備局企画部企画調査官。2006年国土交通省大臣官房付、国土技術研究センター出向。2008年水資源機構経営企画部企画課長。2012年国土交通省水管理・国土保全局防災課災害対策室長。2014年近畿地方整備局河川部長。2016年国土交通省水管理・国土保全局防災課長。
2017年国土交通省水管理・国土保全局水資源部長、内閣官房水循環政策本部事務局長。2018年7月31日から近畿地方整備局長を務め、防災や減災の強化やインフラのメンテナンスなどを進めた。2019年には凍結されていた大戸川ダムに関し、三日月大造滋賀県知事から凍結撤回の意向を示され対応にあたった。同年7月9日国土地理院長。2020年7月21日に退官後、一般財団法人河川技術者教育振興機構代表理事、公益社団法人日本河川協会参与、公益社団法人日本河川協会専務理事。